# Maskinongé (district électoral du Canada-Uni)
Pour les articles homonymes, voir Maskinongé.
Circonscription électorale provinciale du Canada
Maskinongé est un district électoral de l'Assemblée législative de la province du Canada.

## Liste des députés
| Années | Années      | Député                  | Affiliation |
| ------ | ----------- | ----------------------- | ----------- |
|        | 1854 - 1858 | Joseph-Édouard Turcotte | Réformiste  |
|        | 1858 - 1858 | Louis-Honoré Gauvreau   | Bleu        |
|        | 1858 - 1861 | George Caron            | Bleu        |
|        | 1861 - 1863 | George Caron            | Bleu        |
|        | 1863 - 1867 | Moïse Houde             | Rouge       |